# 德羅貝塔-塞維林堡
德羅貝塔-塞維林堡（羅馬尼亞語：Drobeta-Turnu Severin，發音：/dro'be.ta 'tur.nu se.ve'rin/）是羅馬尼亞的一個城市，2011年時人口為92,617人。梅赫丁茨縣的首府所在地。位於多瑙河河畔。距離名勝地鐵門頗近。